# 대도시의 사랑법
《대도시의 사랑법》은 TVING에서 2024년 10월 21일 공개된 대한민국의 퀴어 로맨스 코미디 드라마이다.

## 제작진

### 제작사
- 메리크리스마스

- 빅스톤 스튜디오

### 연출
- 허진호 : ( 영화 《사랑이 죄인가》(감독), 영화 《고철을 위하여》(감독), 영화 《아름다운 청년 전태일》(공동각본&공동스텝), 영화 《8월의 크리스마스》(감독&공동각본)

- 홍지영

- 손태겸

- 김세인

### 각본
- 박상영

## 출연진

### 주요 인물
- 남윤수 : 고영 역

### 주변 인물
- 권혁 : 김남규 역
- 나현우 : 노영수 역
- 진호은 : 심규호 역
- 김원중 : 하비비 역
- 이수경 : 최미애 역
- 오현경 : 영은숙 역
- 김태정 : 이준호 역
- 도유 : 박지태 역
- 이현소 : 한호민 역

## 참고 사항
- 감독 4인이 각각 에피소드 별로 연출을 맡았다. 대표 감독인 허진호는 3~4회. 1~2회는 손태겸, 5~6회는 홍지영, 7~8회는 김세인이다.
- 영은 원작에서는 박씨로 언급된다. 별명이 ‘뚱고’인데, 원작에서는 ‘뚱뚱한 고양이’의 줄임말이었으나 남윤수는 키가 크고 마른 편이라서 ‘뚱한 고양이’가 되었다. 원작에서 묘사된 외모와 다른 것에 대해 작가는 '로맨스의 개연성은 배우의 미모'라고 언급했다.